# Polisportiva Trani 1989-1990
Questa voce raccoglie le informazioni riguardanti  la Polisportiva Trani nelle competizioni ufficiali della stagione 1989-1990.

## Rosa
| N. |                   | Ruolo | Calciatore         |
| -- | ----------------- | ----- | ------------------ |
|    | Italia (bandiera) | P     | Giuseppe Alberga   |
|    | Italia (bandiera) | D     | Fabrizio Battaglia |
|    | Italia (bandiera) | D     | Flavio Borsani     |
|    | Italia (bandiera) | D     | Giuseppe Brescia   |
|    | Italia (bandiera) | C     | Umberto Calcagno   |
|    | Italia (bandiera) | A     | Ignazio Damato     |
|    | Italia (bandiera) | C     | Pino D'Angelo      |
|    | Italia (bandiera) | D     | Angelo Deruggiero  |
|    | Italia (bandiera) | C     | Candido Di Felice  |
|    | Italia (bandiera) | A     | Giuseppe Galli     |
|    | Italia (bandiera) | A     | Michele Gentile    |

| N. |                   | Ruolo | Calciatore           |  |
| -- | ----------------- | ----- | -------------------- |  |
|    | Italia (bandiera) | C     | Massimo Gerundini    |  |
|    | Italia (bandiera) | D     | Mario Guadalupi      |  |
|    | Italia (bandiera) | P     | Sandro Mancini       |  |
|    | Italia (bandiera) | C     | Manuel Marini        |  |
|    | Italia (bandiera) | D     | Filomeno Mastronardi |  |
|    | Italia (bandiera) | C     | Domenico Netti       |  |
|    | Italia (bandiera) | C     | Paolo Ottavi         |  |
|    | Italia (bandiera) | C     | Fabrizio Perotti     |  |
|    | Italia (bandiera) | C     | Cosimo Recchia       |  |
|    | Italia (bandiera) |       | Toffolo              |  |
|    | Italia (bandiera) | P     | Roberto Valzano      |  |